# 沃特·韦霍斯特
沃特·弗朗索瓦·马里亚·韦霍斯特（荷蘭語：Wout François Maria Weghorst；1992年8月7日—）是一位荷兰足球运动员，現效力於荷兰足球甲级联赛球隊阿積士，代表荷兰国家足球队参赛，司职前锋。

## 俱乐部生涯

### 早期生涯
韦霍斯特出生于上艾瑟尔省的博尔讷，他的足球生涯始于当地俱乐部RKSV NEO和DETO特温特兰，随后引起了荷甲俱乐部威廉二世的关注。尽管有机会进入一线队，但他并未脱颖而出，因此转而加盟了荷乙俱乐部埃门。他于2012年8月10日在对阵多德勒支的比赛中首次亮相，这场比赛以1比1结束。一个月后，韦霍斯特又在对阵芬丹的比赛中射入职业生涯首球，帮助己队以2比1获胜。他在处子赛季中共出战28场，并射入8球。与埃门的合同期满后，荷甲俱乐部荷華高斯于2014-15赛季免费签入韦霍斯特。
2014年8月9日，韦霍斯特代表赫拉克勒斯首度亮相，于主场波曼體育場以0比3不敌阿尔克马尔。在效力赫拉克勒斯的两个赛季中，他成为了常规首发球员。首个赛季俱乐部疲于保级；但第二个赛季则成绩显著提高，赫拉克勒斯以荷甲第六名完赛，并通过随后的附加赛取得了参加欧洲联赛外围赛的资格——这是俱乐部历史上首次晋身欧洲赛事。

### 阿尔克马尔
在跟随赫拉克勒斯取得成功的赛季结束后，韦霍斯特于2016年7月与阿尔克马尔签订了一份为期四年的合同，并有额外一年的选择权。2016年11月24日，他取得了自己的首个欧战入球，在欧洲联赛分组赛以1比0战胜爱尔兰到访者敦达克的比赛中射入全场唯一入球。
韦霍斯特在队内还被任命为继之后的副队长。他以良好的状态以开启了2017-18赛季，在前13场首发中射入7球。其后他继续保持这种状态，于所有赛事的28次出场中射入20球，终于在2018年3月被时任国家队主教练首次召入荷兰国家足球队。赛季结束后，韦霍斯特以18个入球与并列荷甲射手榜第三，仅次于榜首的阿里雷扎·贾汉巴卡什（21球）和第二的比约恩·约翰森（19球），此外他还取得6次助攻。

### 沃尔夫斯堡
2018年6月26日，韦霍斯特与德甲俱乐部沃尔夫斯堡签订了一份为期四年的合同。2019年3月16日，他在以5比2战胜福尔图娜杜塞尔多夫的联赛中完成自己的首个帽子戏法，并成为继2017年4月的之后，再次上演帽子戏法的沃尔夫斯堡球员。

### 般尼
韋格賀斯於2022年一月以1200萬英鎊的價錢轉會般尼。當般尼護級失敗後，他被外借到土超的比錫達斯。

### 曼聯
曼聯在C羅離隊後遭鬧前鋒荒，因此外借了韋格賀斯，而向了比錫達斯300萬英鎊作為賠償費。縱然韋格賀斯在聯賽盃決賽交出助攻，為曼聯贏得了聯賽盃冠軍，也為他自己贏得了首個冠軍，不過他在英超賽場零入球的尷尬數據令到曼聯決定在2023年夏天不買斷他

## 国家队生涯
2014年10月14日，韦霍斯特首次及唯一一次亮相荷蘭21歲以下國家足球隊（荷兰U21），并在以5比4战胜葡萄牙U21射入一球。
韦霍斯特于2018年3月首度入选荷兰国家足球队，并于同年3月23日在阿姆斯特丹竞技场对阵英格兰的友谊赛中，于第89分钟替换登场，完成成年组国家队首秀。
韋格賀斯入選了2022年世界杯26人命單。在八強面對阿根廷的比賽，他以後備的身份在最後十分鐘連入兩球把比賽拉進加時及點球大戰的階段，他亦在點球大戰中成功命中，可惜仍然被阿根廷擊敗。雖然輸掉比賽，但令到韋格賀斯聲名大噪。

## 榮譽
曼联
- 英格兰联赛盃冠军：2022–23

## 生涯数据
最後更新：2019年2月18日
| 俱乐部     | 赛季     | 联赛     | 联赛 | 联赛 | 杯赛 | 杯赛 | 欧赛 | 欧赛 | 其它 | 其它 | 总计 | 总计 |
| 俱乐部     | 赛季     | 级别     | 出场 | 入球 | 出场 | 入球 | 出场 | 入球 | 出场 | 入球 | 出场 | 入球 |
| ---------- | -------- | -------- | ---- | ---- | ---- | ---- | ---- | ---- | ---- | ---- | ---- | ---- |
| 埃门       | 2012–13  | 荷乙联赛 | 28   | 8    | 2    | 0    | —    | —    | —    | —    | 30   | 8    |
| 埃门       | 2013–14  | 荷乙联赛 | 34   | 12   | 2    | 1    | —    | —    | —    | —    | 36   | 13   |
| 埃门       | 总计     | 总计     | 62   | 20   | 4    | 1    | 0    | 0    | 0    | 0    | 66   | 21   |
| 荷華高斯   | 2014–15  | 荷甲联赛 | 31   | 8    | 3    | 1    | —    | —    | —    | —    | 34   | 9    |
| 荷華高斯   | 2015–16  | 荷甲联赛 | 33   | 12   | 2    | 1    | —    | —    | 4    | 2    | 39   | 15   |
| 荷華高斯   | 总计     | 总计     | 64   | 20   | 5    | 2    | 0    | 0    | 4    | 2    | 73   | 24   |
| 阿尔克马尔 | 2016–17  | 荷甲联赛 | 29   | 13   | 4    | 0    | 12   | 1    | 4    | 4    | 49   | 18   |
| 阿尔克马尔 | 2017–18  | 荷甲联赛 | 31   | 18   | 6    | 9    | 0    | 0    | 0    | 0    | 37   | 27   |
| 阿尔克马尔 | 总计     | 总计     | 60   | 31   | 10   | 9    | 12   | 1    | 4    | 4    | 86   | 45   |
| 沃尔夫斯堡 | 2018–19  | 德甲联赛 | 28   | 12   | 2    | 1    | —    | —    | —    | —    | 24   | 10   |
| 生涯总计   | 生涯总计 | 生涯总计 | 214  | 83   | 21   | 13   | 12   | 1    | 8    | 6    | 255  | 103  |

备注
1. ↑  包含荷甲附加赛